# The Soviet Story
The Soviet Story (A História Soviética) — é um documentário lançado em 2008 sobre o comunismo na União Soviética e as relações germano-soviéticas antes de 1941 escrito e dirigido por Edvins Snore e patrocinado pelo grupo da União para a Europa das Nações (nacionalistas/eurocépticos) do Parlamento Europeu. Snore passou 10 anos coletando informações e dois anos filmando em vários países.
O filme apresenta entrevistas com historiadores ocidentais e russos, como Norman Davies, Françoise Thom e Boris Sokolov, o escritor russo Viktor Suvorov, o dissidente soviético Vladimir Bukovsky, membros do Parlamento Europeu e os participantes, bem como as vítimas do terror Soviético. O filme argumenta que houve uma estreita conexão filosófica, política e organizacional entre os regimes Nazista e Soviético antes e durante as primeiras fases da Segunda Guerra Mundial.
Destaca o Grande Expurgo, bem como o genocídio do Holodomor, o massacre de Katyn, a colaboração da polícia secreta soviética (NKVD) com a Gestapo nazista, deportações em massa na União Soviética e experiências médicas nos Gulags.

## Repercussão Internacional
O filme atraiu elogios e críticas de historiadores acadêmicos e comentaristas políticos.

### Elogios
A resenha de The Soviet Story feita pelo jornal The Economist elogia o filme dizendo:
"Soviet Story é o mais poderoso antídoto atual para a reparação do passado. O filme é emocionante, audaz e rigoroso. […] O objetivo principal do filme é mostrar a estreita conexão — filosófica, política e organizacional — entre os regimes Nazista e Soviético".
The Economist conclui a resenha denominando o documentário "um trabalho nitidamente provocante".
O MPE britânico Christopher Beazley comentou: "Este filme é muito importante. É uma representação muito poderosa do que aconteceu na Polônia, na Letônia e nos outros países da Europa Central."
Depois de assistir o filme, o MPE finlandês Ari Vatanen fez o seguinte comentário: "É uma mensagem poderosa. Obrigado por contar a verdade. O filme despertará as pessoas.  … Nós não podemos construir uma humanidade se nós fecharmos nossos olhos a este tipo de massacres. Nossa possibilidade é servir justiça a essas pessoas".
Vytautas Landsbergis, MPE e a ex-líder do Seimas Lituano (Parlamento), avaliou The Soviet Story como "um filme de classe mundial, que deveria ser mostrado ao mundo."
Da mesma forma, o Ministro Letão da Justiça, Gaidis Berzinš, disse que, por causa de sua mensagem histórica importante, ele encorajaria o Ministério de Educação a mostrar o filme em todas as escolas da Letônia.

### Críticas
O filme, porém, incitou reações negativas de organizações russas, da imprensa e políticos. De acordo com o jornal "European Voice", os russos estão enfurecidos com o filme que revela a extensão da colaboração Nazi-Soviética.
No dia 17 de maio de 2008 a organização pró-governamental Rússia Jovem (russo: Россия Молодая) organizou o protesto "Não vamos permitir que a história seja reescrita"! (Russo: "Не дадим переписать историю!") em frente da Embaixada de Letônia em  Moscou. Uma efígie que representa Edvins Šnore foi queimada durante o protesto.
Um dos críticos do filme, o revisionista da história Alexander Dyukov, figura destacada na mídia Russa como perito em desmitificar "mitos" do Báltico sobre ocupação soviética, declarou:
"Depois de assistir dois terços do filme, eu tive só um desejo: matar seu diretor e queimar completamente a Embaixada da Letônia."
Dyukov alega inconsistências e questiona a credibilidade de algumas das seqüências e as conclusões de alguns dos historiadores Russos e Ocidentais entrevistados no filme.
O cientista político e comentarista cultural Letão Ivars Ijabs oferece uma resenha mista de The Soviet Story. Por um lado, é uma benfeita e "efetiva peça de propaganda cinematográfica no bom sentido desta palavra" cuja mensagem é apresentada claramente à audiência. Por outro lado, Ijabs não concorda com várias interpretações históricas do filme, afirmando que contém erros. Por exemplo, Ijabs declara que, "No início de 1930 Hitler ainda não havia planejado um genocídio sistemático contra os judeus", como é sugerido no filme; "Todo o mundo sabe que esta decisão foi tomada em 1942 na Conferência de Wannsee em Berlim".[carece de fontes?]
Além disso, Ijabs faz um comentário sobre a ideia expressada no filme pelo historiador literário britânico George Watson da Universidade de Cambridge que Karl Marx é:
"o ancestral do modelo político do genocídio."
Ijabs diz: apresentar o Karl Marx como o "progenitor do genocídio moderno é simplesmente mentir". Porém, Ijabs admite que Friedrich Engels usa o termo "lixo racial" (Völkerabfälle) em relação a várias pequenas nações européias. Na verdade, Engels cita a expressão "Völkerabfälle" como uma expressão usada por Hegel para se referir aos remanescentes de populações nativas dominadas por povos e culturas estrangeiras, sujeitas ao extermínio ou assimilação.
O filme pode ser assistido (com legendas em português) no Youtube e outros sites.

## Festivais e prêmios
Em 2008, o Presidente da Letónia, Valdis Zatlers agraciou o diretor do filme, Edvins Snore com a Ordem das Três Estrelas.
Em 2009 pela criação do filme "The Soviet Story" Edvins Snore, recebeu a estoniana Ordem da Cruz da Terra Mariana.